# International Tour of Hellas 2022
L'International Tour of Hellas 2022, diciottesima edizione della corsa, valido come evento dell'UCI Europe Tour 2021 categoria 2.1, si svolse in cinque tappe, dal 27 aprile al 1º maggio 2022, su un percorso di 846,6 km, con partenza da Candia e arrivo a Giannina in Grecia. La vittoria fu appannaggio del neozelandese Aaron Gate, che completò il percorso in 21h13'33", alla media di 39,885 km/h, precedendo il belga Lennert Teugels ed il britannico Mark Stewart.
Sul traguardo di Giannina 111 ciclisti, dei 141 partiti da Candia, portarono a termine la competizione.

## Tappe
| Tappa  | Data      | Percorso                                              | km    | Vincitore di tappa    | Leader cl. generale |
| ------ | --------- | ----------------------------------------------------- | ----- | --------------------- | ------------------- |
| 1ª     | 27 aprile | Candia > La Canea                                     | 179   | Aaron Gate            | Aaron Gate          |
| 2ª     | 28 aprile | Atene, Amarousio (Complesso sportivo olimpico) > Itea | 165   | Matteo Moschetti      | Aaron Gate          |
| 3ª     | 29 aprile | Delfi > Karditsa                                      | 171,6 | Lennert Teugels       | Aaron Gate          |
| 4ª     | 30 aprile | Karditsa > Larissa                                    | 176,5 | Nils Lau Nyborg Broge | Aaron Gate          |
| 5ª     | 1º maggio | Kalambaka > Giannina                                  | 154,5 | Emil Toudal           | Aaron Gate          |
| Totale | Totale    | Totale                                                | 846,6 |                       |                     |

## Squadre e corridori partecipanti
Parteciperanno 140 ciclisti di 20 squadre (sarebbero dovute essere 21 con 147 ciclisti, ma la Bardiani-CSF-Faizanè non ha preso parte alla competizione).
| N.      | Cod. | Squadra                         |
| ------- | ---- | ------------------------------- |
| 1-7     | TFS  | Trek-Segafredo                  |
| 11-17   | -    | -                               |
| 21-27   | BWB  | Bingoal Pauwels Sauces WB       |
| 31-37   | CJR  | Caja Rural-Seguros RGA          |
| 41-47   | DRA  | Drone Hopper-Androni Giocattoli |
| 51-57   | HPM  | Human Powered Health            |
| 61-67   | TNN  | Team Novo Nordisk               |
| 71-77   | CTL  | Cross Team Legendre             |
| 81-87   | ALQ  | Allinq Continental Cycling Team |
| 91-97   | AQD  | Astana Qazaqstan DT             |
| 101-107 | BPC  | BHS-PL Beton Bornholm           |

| N.      | Cod. | Squadra                         |
| ------- | ---- | ------------------------------- |
| 111-117 | DKB  | Dukla Banská Bystrica           |
| 121-127 | BEB  | Bolton Equities Black Spoke PC  |
| 131-137 | GTS  | Giotti Victoria-Savini Due      |
| 141-147 | MGK  | MG.K Vis Colors for Peace VPM   |
| 151-157 | TIS  | Tarteletto-Isorex               |
| 161-167 | TCO  | Team Coop                       |
| 171-177 | EFE  | Terengganu Polygon Cycling Team |
| 181-187 | EKP  | XSpeed United Continental       |
| 191-197 | CYP  | Cipro                           |
| 201-207 | GRC  | Grecia                          |

## Dettagli delle tappe

### 1ª tappa
- 27 aprile: Candia > La Canea – 179 km

Risultati
| Pos. | Corridore         | Squadra    | Tempo    |
| ---- | ----------------- | ---------- | -------- |
| 1    | Aaron Gate        | Bolton     | 4h24'10" |
| 2    | Eduard Prades     | Caja Rural | a 1'46"  |
| 3    | Filippo Baroncini | Trek       | s.t.     |

| Pos. | Corridore         | Squadra    | Tempo    |
| ---- | ----------------- | ---------- | -------- |
| 1    | Aaron Gate        | Bolton     | 4h23'58" |
| 2    | Eduard Prades     | Caja Rural | a 1'52"  |
| 3    | Filippo Baroncini | Trek       | a 1'54"  |

### 2ª tappa
- 28 aprile: Atene, Amarousio (Complesso sportivo olimpico) > Itea – 165 km

Risultati
| Pos. | Corridore        | Squadra | Tempo    |
| ---- | ---------------- | ------- | -------- |
| 1    | Matteo Moschetti | Trek    | 3h49'59" |
| 2    | Andrea Peron     | Novo    | s.t.     |
| 3    | Filippo Tagliani | Drone   | s.t.     |

| Pos. | Corridore           | Squadra    | Tempo    |
| ---- | ------------------- | ---------- | -------- |
| 1    | Aaron Gate          | Bolton     | 8h13'55" |
| 2    | N. Lau Nyborg Broge | BHS        | a 1'52"  |
| 3    | Eduard Prades       | Caja Rural | a 1'54"  |

### 3ª tappa
- 29 aprile: Delfi > Karditsa – 171,6 km

Risultati
| Pos. | Corridore       | Squadra    | Tempo    |
| ---- | --------------- | ---------- | -------- |
| 1    | Lennert Teugels | Tarteletto | 4h11'57" |
| 2    | Edoardo Zardini | Drone      | s.t.     |
| 3    | Periklis Ilias  | Grecia     | s.t.     |

| Pos. | Corridore       | Squadra    | Tempo     |
| ---- | --------------- | ---------- | --------- |
| 1    | Aaron Gate      | Bolton     | 12h25'50" |
| 2    | Lennert Teugels | Tarteletto | a 1'52"   |
| 3    | Mark Stewart    | Bolton     | a 1'56"   |

### 4ª tappa
- 30 aprile: Karditsa > Larissa – 176,5 km

Risultati
| Pos. | Corridore           | Squadra    | Tempo    |
| ---- | ------------------- | ---------- | -------- |
| 1    | N. Lau Nyborg Broge | BHS        | 4h12'19" |
| 2    | Attilio Viviani     | Bingoal    | s.t.     |
| 3    | David González      | Caja Rural | s.t.     |

| Pos. | Corridore       | Squadra    | Tempo     |
| ---- | --------------- | ---------- | --------- |
| 1    | Aaron Gate      | Bolton     | 16h38'09" |
| 2    | Lennert Teugels | Tarteletto | a 1'52"   |
| 3    | Mark Stewart    | Bolton     | a 1'56"   |

### 5ª tappa
- 1º maggio: Kalambaka > Giannina – 154,5 km

Risultati
| Pos. | Corridore     | Squadra | Tempo    |
| ---- | ------------- | ------- | -------- |
| 1    | Emil Toudal   | BHS     | 4h35'24" |
| 2    | Joey Rosskopf | Human   | s.t.     |
| 3    | Håkon Aalrust | Coop    | s.t.     |

| Pos. | Corridore       | Squadra    | Tempo     |
| ---- | --------------- | ---------- | --------- |
| 1    | Aaron Gate      | Bolton     | 21h13'33" |
| 2    | Lennert Teugels | Tarteletto | a 1'52"   |
| 3    | Mark Stewart    | Bolton     | a 1'56"   |

## Evoluzione delle classifiche
| Tappa              | Vincitore             | Classifica generale Maglia azzurra | Classifica a punti Maglia rossa | Classifica scalatori Maglia arancione | Classifica giovani Maglia bianca |
| ------------------ | --------------------- | ---------------------------------- | ------------------------------- | ------------------------------------- | -------------------------------- |
| 1ª                 | Aaron Gate            | Aaron Gate                         | Aaron Gate                      | James Fouché                          | Filippo Baroncini                |
| 2ª                 | Matteo Moschetti      | Aaron Gate                         | Nils Lau Nyborg Broge           | James Fouché                          | Emil Schandorff Iwersen          |
| 3ª                 | Lennert Teugels       | Aaron Gate                         | Aaron Gate                      | James Fouché                          | Emil Schandorff Iwersen          |
| 4ª                 | Nils Lau Nyborg Broge | Aaron Gate                         | Aaron Gate                      | James Fouché                          | Jon Barrenetxea                  |
| 5ª                 | Emil Toudal           | Aaron Gate                         | Nils Lau Nyborg Broge           | Embret Svestad-Bårdseng               | Jon Barrenetxea                  |
| Classifiche finali | Classifiche finali    | Aaron Gate                         | Nils Lau Nyborg Broge           | Embret Svestad-Bårdseng               | Jon Barrenetxea                  |

Maglie indossate da altri ciclisti in caso di due o più maglie vinte
- Nella 2ª e dalla 4ª alla 5ª tappa Nils Lau Nyborg Broge ha indossato la maglia rossa al posto di Aaron Gate.

## Classifiche finali

### Classifica generale - Maglia azzurra
| Pos. | Corridore         | Squadra    | Tempo     |
| ---- | ----------------- | ---------- | --------- |
| 1    | Aaron Gate        | Bolton     | 21h13'33" |
| 2    | Lennert Teugels   | Tarteletto | a 1'52"   |
| 3    | Mark Stewart      | Bolton     | a 1'56"   |
| 4    | Luc Wirtgen       | Bingoal    | a 2'00"   |
| 5    | Gianni Marchand   | Tarteletto | a 2'02"   |
| 6    | Paul Double       | MG.K Vis   | a 2'05"   |
| 7    | Edoardo Zardini   | Drone      | a 2'07"   |
| 8    | Kenny Molly       | Bingoal    | s.t.      |
| 9    | Andreas Miltiadis | Cipro      | a 2'11"   |
| 10   | Anatolij Budjak   | Terengganu | a 2'13"   |

### Classifica a punti - Maglia rossa
| Pos. | Corridore          | Squadra    | Punti |
| ---- | ------------------ | ---------- | ----- |
| 1    | N. L. Nyborg Broge | BHS        | 11    |
| 2    | Aaron Gate         | Bolton     | 9     |
| 3    | Sander Lemmens     | Tarteletto | 9     |
| 4    | Emil Toudal        | BHS        | 6     |
| 5    | Mark Stewart       | Bolton     | 6     |

### Classifica scalatori - Maglia arancione
| Pos. | Corridore           | Squadra  | Punti |
| ---- | ------------------- | -------- | ----- |
| 1    | E. Svestad-Bårdseng | Coop     | 28    |
| 2    | James Fouché        | Bolton   | 26    |
| 3    | Alessandro Monaco   | Giotti   | 17    |
| 4    | Gavin Mannion       | Human    | 15    |
| 5    | Maximilian Stedman  | MG.K Vis | 12    |

### Classifica giovani - Maglia bianca
| Pos. | Corridore             | Squadra    | Tempo     |
| ---- | --------------------- | ---------- | --------- |
| 1    | Jon Barrenetxea       | Caja Rural | 21h16'33" |
| 2    | E. Schandorff Iwersen | BHS        | a 6"      |
| 3    | Antoine Huby          | Cross      | s.t.      |
| 4    | Filippo Baroncini     | Trek       | a 54"     |
| 5    | E. Svestad-Bårdseng   | Coop       | a 4'38"   |